# Gewoon boomzwamkevertje
Het Gewoon boomzwamkevertje (Cis boleti) is een keversoort uit de familie houtzwamkevers (Ciidae). De wetenschappelijke naam van de soort werd in 1763 als Dermestes boleti gepubliceerd door Giovanni Antonio Scopoli.